# Luis Pérez-Sala
Luis Pérez-Sala Valls-Taberner (ur. 15 maja 1959 roku w Barcelonie) – były hiszpański kierowca wyścigowy. Szef HRT F1 Team.
Pérez-Sala uczestniczył we Włoskiej Formule 3 w roku 1985. W roku 1986 zadebiutował w Formule 3000 (wygrał wyścigi w Birmingham i Ennie). W sezonie 1987 był drugi w klasyfikacji końcowej, za Stefano Modeną. W Formule 1 zadebiutował w roku 1988 w zespole Minardi. Regularnie okazywał się lepszy od kolegi z zespołu, Adriána Camposa, którego zastąpił następnie Pierluigi Martini. Mimo braku punktów (najlepsze miejsce Pérez-Sali w sezonie 1988 to ósma pozycja w Grand Prix Portugalii) startował w Minardi w sezonie 1989. W tym to sezonie zdobył swój jedyny punkt w karierze, za szóste miejsce w Grand Prix Wielkiej Brytanii. Po 1989 roku opuścił Formułę 1 i rozpoczął ściganie się w mistrzostwach Hiszpanii samochodów turystycznych.
15 grudnia 2011 zespół HRT F1 Team potwierdził objęcie stanowiska szefa zespołu przez Pérez-Sala zastępując Colina Kollesa.

## Wyniki
| Legenda oznaczeń w tabelach wyników Wyświetl szablon na nowej stronie | Legenda oznaczeń w tabelach wyników Wyświetl szablon na nowej stronie                                                                     |
| Oznaczenie                                                            | Wyjaśnienie |
| --------------------------------------------------------------------- | --- |
| Złoty                                                                 | Zwycięzca lub mistrzostwo |
| Srebrny                                                               | 2. miejsce lub wicemistrzostwo |
| Brązowy                                                               | 3. miejsce lub II wicemistrzostwo |
| Zielony                                                               | Ukończył, punktował (w klasyfikacji generalnej, gdy zdobył co najmniej jeden punkt na przestrzeni sezonu, poza trzema powyższymi opcjami) |
| Niebieski                                                             | Ukończył, nie punktował (w klasyfikacji generalnej, gdy nie zdobył co najmniej jednego punktu na przestrzeni sezonu)                      |
| Czerwony                                                              | Nie zakwalifikował się (NZ) |
| Czerwony                                                              | Nie prekwalifikował się (NPK) |
| Różowy                                                                | Nie ukończył (NU) |
| Różowy                                                                | Niesklasyfikowany (NS) (w klasyfikacji generalnej, gdy nie został sklasyfikowany w żadnym wyścigu sezonu)                                 |
| Czarny                                                                | Zdyskwalifikowany (DK) |
| Czarny                                                                | Wykluczony (WYK/EX) |
| Biały                                                                 | Nie wystartował (NW) |
| Biały                                                                 | Kontuzjowany (K/INJ) |
| Biały                                                                 | Wyścig odwołany (OD/C) |
| Bez koloru                                                            | Został wycofany (WYC/WD) |
| Bez koloru                                                            | Nie przybył (NP/DNA) |
| Bez koloru                                                            | Nie brał udziału w treningach (NT/DNP) |
| Bez koloru                                                            | Nie został zgłoszony (–) |
| Pogrubienie                                                           | Start z pole position |
| Kursywa                                                               | Najszybsze okrążenie wyścigu |
| †                                                                     | Nie ukończył, ale jego rezultat został zaliczony ze względu na przejechanie więcej niż 90% dystansu wyścigu.                              |
| *                                                                     | Sezon w trakcie |
| 1/2/3                                                                 | Punktowana pozycja w sprincie kwalifikacyjnym                                                                                             |
| Lista systemów punktacji Formuły 1                                    | |

| Rok  | Zespół            | Konstruktor   | Silnik      | 1      | 2      | 3      | 4      | 5      | 6      | 7      | 8      | 9      | 10     | 11     | 12     | 13     | 14     | 15     | 16     | Msc. | Pkt. |
| ---- | ----------------- | ------------- | ----------- | ------ | ------ | ------ | ------ | ------ | ------ | ------ | ------ | ------ | ------ | ------ | ------ | ------ | ------ | ------ | ------ | ---- | ---- |
| 1988 | Lois Minardi Team | Minardi M188  | Cosworth V8 | BRA NU | SMR 11 | MON NU | MEX 11 | CAN 13 | USW NU | FRA 16 | GBR NU | GER NZ | HUN 10 | BEL NZ | ITA NU | POR 8  | ESP 12 | JAP 15 | AUS NU | –    | 0    |
| 1989 | Lois Minardi Team | Minardi M188B | Cosworth V8 | BRA NU | SMR NU | MON NU |        |        |        |        |        |        |        |        |        |        |        |        |        | 28   | 1    |
| 1989 | Lois Minardi Team | Minardi M189  | Cosworth V8 |        |        |        | MEX NZ | USA NU | CAN NU | FRA NZ | GBR 6  | GER NZ | HUN NU | BEL 15 | ITA 8  | POR 12 | ESP NU | JAP NU | AUS NZ | 28   | 1    |